# Miguel Silva Tutivén
Miguel Armando Silva Tutivén (Guayaquil, 1 de diciembre de 1943) es un actor y director de artes escénicas, gestor cultural y miembro de la Casa de la Cultura Ecuatoriana, Sección Artes de la Representación del Núcleo del Guayas desde 1969.
Fundó varios grupos de Teatro y dirigió los Cursos de Actuación para Teatro y Televisión de la Casa de la Cultura entre 1992 y 2005. Ha dirigido y montado alrededor de 30 obras de teatro, y realizó una producción de video-cine "Honorarios", adaptación del cuento de José de la Cuadra del mismo nombre. Recibió en el 2004, Acuerdo de "Reconocimiento al Mérito Cultural" por la Gobernación de la Provincia del Guayas, Condecoración "Al Mérito Cultural de Primera Clase por el Ministerio de Educación y Cultura", y Homenaje por su reconocida labor artística por la Comisión de Educación Cultura y Deportes del Congreso Nacional.

## Biografía
Miguel Armando Silva Tutiven, nació en la ciudad de Guayaquil, República del Ecuador, el 1º de diciembre de 1943. Desde muy joven se dedicó al teatro y se involucró con pasión a cultivar el arte de la representación; entre sus trabajos actorales se cuentan en sus inicios: “El mancebo que caso con mujer brava” de Alejandro Casona, “El aniversario” de Anton Chejov, “El Juicio Final” de José de Jesús Martínez , “El ajedrez del diablo” de Joaquín Calvo Sotelo, “Los árboles mueren de pie” de Alejandro Casona, “Faltas justificadas” de José Martínez Quirolo, “Farsa” de Enrique Gil Gilbert, ”Melocotón en almíbar”  de Miguel Mihura y otras más.
Sus raíces actorales surgen del maestro Luis Martínez Moreno, director de teatro del Colegio 28 de Mayo,  y Felipe Navarro, director de teatro de México y España; y del maestro Emilio Díaz, director de televisión de origen cubano, pionero de la producción dramática para televisión en el País. Se forma como actor en las tablas y luego con el inicio de la televisión ecuatoriana, en los años 1960, tiempo en que el país tuvo un inusitado e interesante auge teatral, en lo que se conoció como el Movimiento del "Nuevo Teatro Ecuatoriano". En esa época la televisión, que, con canal 4, recién se iniciaba en el país, tuvo éxito con las telenovelas. Y la Casa de la Cultura Núcleo del Guayas, en la presidencia de Carlos Cevallos Menéndez, daba un fuerte impulso a las artes y con un -pocas veces visto- sentido pluralista también consideró a las artes de la representación.
El  movimiento teatral en todo su auge generó un interesante grupo de actores que la televisión absorbió para las producciones dramáticas. Tuvo la oportunidad de trabajar tanto de actor de telenovela, como de animador en el programa musical y de concurso “Sus primeros aplausos", que dirigía el animador Italiano Jorge Azin; junto a Cecilia Ortega integró la primera pareja de animadores en la historia de la televisión nacional.
Entre los jóvenes actores fraguados en las radionovelas unos y, en el teatro otros, compartieron  experiencia actoral, con las técnicas de teatro y de televisión a la vez, pero con más frecuencia en televisión que en teatro, entre ellos: Miguel Ángel Albornoz, Alisva Rodríguez, Roberto Garcés,  Rosario Ochoa, Antonio Santos, Kenned Carrera, Segundo Espinales, Douglas López, Magda Macias, Jimmy Burby y muchos más, siempre bajo la dirección del cubano Emilio Díaz.
Con mayor frecuencia e intensidad, compartieron únicamente el escenario teatral, actores que participaron de las experiencias escénicas en el Grupo Experimental de Teatro “Felipe Navarro”. Entre ellos: Jenny Zoeller, Renato Menoscal, Ada Garcés Ramírez, Francisco Silva T. y Violeta Soriano en “El Ajedrez del Diablo”, de Joaquín Calvo Sotelo; Leonardo Bermúdez, en “Febrero 33” y Washington Caicedo en “Negro de m...” ambos monólogos, del dramaturgo Luis García Jaime; Alcides Arias, Luís Alberto Serrado, Abner Santillán, Isabel Martínez y Carlos Mosquera en la obra “FARSA” de Enrique Gil Gilbert.

## Obras dirigidas (por autor)

#### José Martínez Queirolo

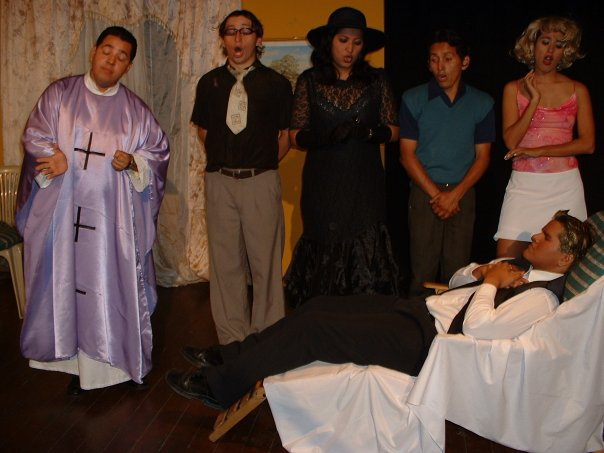
Obra "De cómo un rico entró al reino de los cielos" (2004) de José Martínez Queirolo

- De cómo un rico entró al reino de los cielos[5]

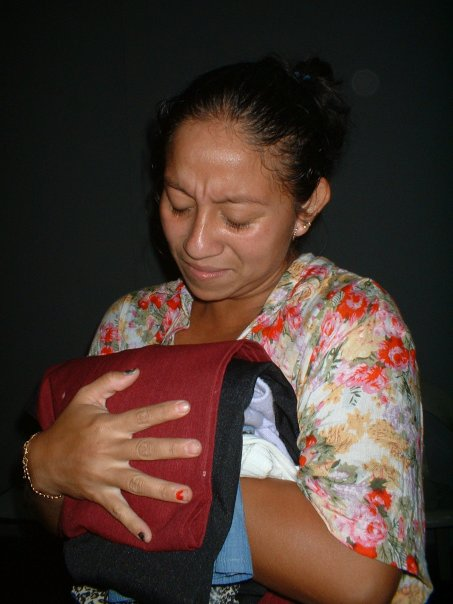
Monólogo "Se necesita cocinera" (2003) de Luis García Jaime

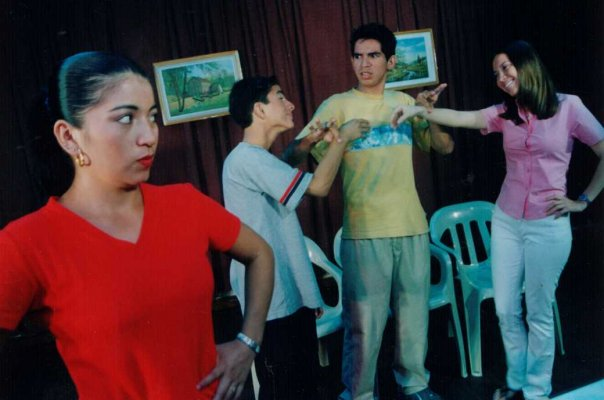
Obra "Juego para cuatro" (2009)

- La esquina (monólogo)[6]
- El viejo celoso
- Montesco y su señora
- El baratillo de la sinceridad

#### Luis García Jaime
- Febrero 33
- El señor de la Antesala[7]
- Las solteronas[8]
- Se necesita cocinera[9]

#### José Antonio Campos
- Los enamorados
- Sin novedad[10]
- El hombre tímido[10]
- El almuerzo del cura[11]
- Los curanderos[11]
- Luz y sombra[11]
- Los pecados de juanita
- Los milagros de San Antonio

- Dramas de Familia
- La suegra de mamerto
- A casarse muchachos
- Registro civil
- El lenguaje de las frutas
- Los sordos
- Querer es poder

#### Autoría propia
- Entre la verdad y la mentira (1993)
- El Mosquito denguero (1994)
- Golpe de Gracia (2002)
- La Casa de Juana

#### Autores varios
- Mamacity (Ottón Muñoz)[11]
- Honorarios (José de la Cuadra)[11]
- Era la Mama (Joaquín Gallegos Lara)

- Nadie puede saberlo (Enrique Bunster)[12]
- Esperando el Lunes (Carlos María Alsina)[13][14][15]
- El desquite (Hipólito Alvarado)[16]
- Una monjita peligrosa (basada en obra original  de Miguel Mihura "Melocotón en almíbar")[17]
- Juego para cuatro (Francisco Reynaud Lopez)[12][18]
- El Cornudo apaleado y contento (Alejandro Casona)[19]
- Un crimen en mi pueblo (Armando Mock)

## Actividad Artística

### 1964 - 1967

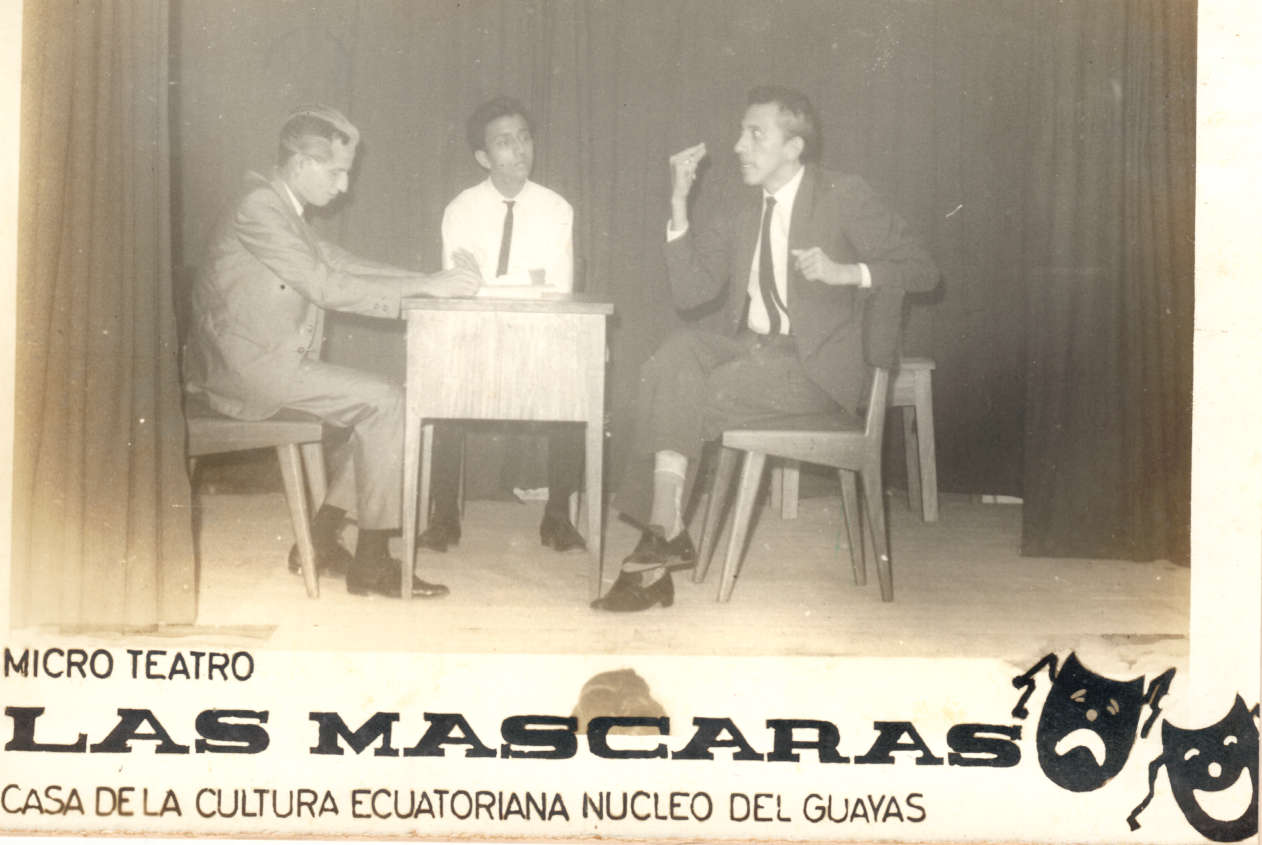
Grupo de Teatro "Las Máscaras"

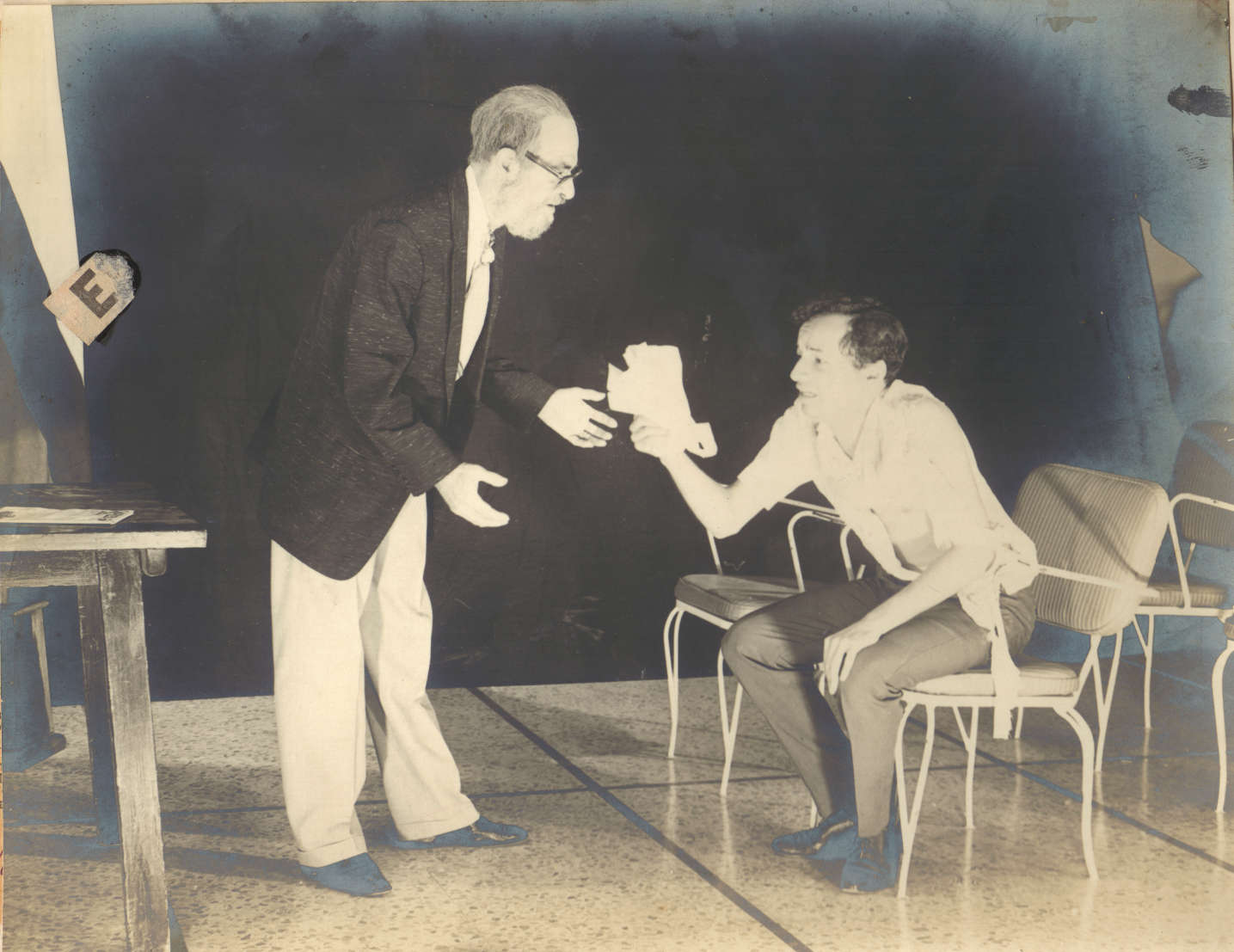
"Faltas Justificadas" de José Martínez Queirolo

- 1964: Grupo de Teatro del Colegio Técnico 28 de Mayo se presentó en la Casa de la Cultura, Núcleo del Guayas escenificando el “Entremés del Mancebo que Casó con Mujer Brava” de Alejandro Casona y “El Mar Trajo la Flor”, de la ecuatoriana Eugenia Viteri, con la participación de Miguel Silva Tutivén.[20][21]

- 1966: El Grupo de Teatro “Las Máscaras” se presenta con lleno completo y espectadores de pie, en el Micro-Teatro de la Casa de la Cultura, Núcleo del Guayas. Bajo la dirección del Director mexicano Felipe Navarro, y con la interpretación de Miguel Silva y Jorge Guevara.[22]
- 1966: El Grupo de Teatro Experimental LAS MASCARAS inaugura Micro-teatro de la Casa de la Cultura, el lunes 11 de abril de 1966, con el estreno de la obra "El Juicio final" del nicaragüense-panameño "José de Jesús Martínez" [23]

- 1967: El Grupo de Teatro dirigido por Felipe Navarro, LAS MASCARAS, presentó en función nocturna en el Micro-teatro de la Casa de la Cultura, Núcleo del Guayas, el martes 28 de marzo de 1967, la obra de José de Jesús Martínez "Juicio Final" con la interprestación de Miguel Silva.[24]
- 1967: El Colegio Nacional 'Pedro Vicente Maldonado', de Riobamba, el 29 de junio de 1967, con motivo de celebrar un aniversario más de su fundación, hizo una especial invitación al grupo “Las Márcaras” que dirige Felipe Navarro. El grupo realizó una serie de actuaciones que contribuyeron a dar mayor realce a la celebración.[25]

### 1968
- Miguel Silva T. y Cecilia Ortega fue la pareja única triunfadora del Concurso de Animadores  del Programa de T.V.  “SUS PRIMEROS APLAUSOS” que dirigió el señor Jorge Azin, en 1968. El público televidente, quienes por medio del cupón que salió publicado en el Diario El Universo, les dio el triunfo por una cantidad abrumadora de votos, señalándolos como sus favoritos.[26][27]

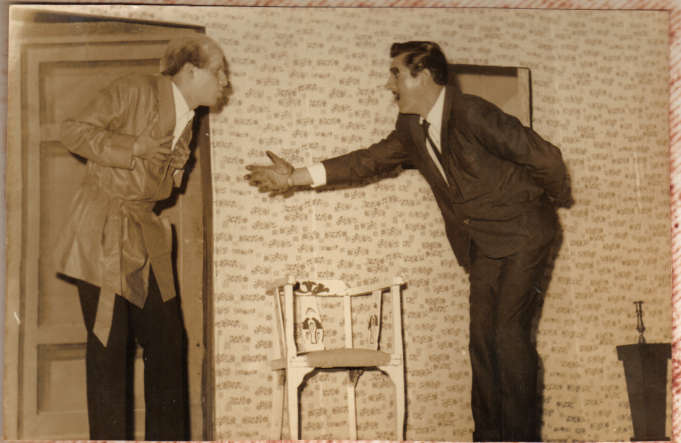
El Ajedrez del Diablo de Joaquín Calvo Sotelo

- El Grupo de Teatro Experimental, dirigido por Felipe Navarro, como parte de los tres grupos triunfadores del III Festival de Teatro, presentó "El Ajedrez del Diablo" en la noche del jueves 25 de julio de 1968.[28]
- El Grupo Experimental de Teatro de Felipe Navarro, puso en escena la obra de Joaquín Calvo Sotelo "El Ajedrez del Diablo", en el Teatro de la Casa de la Cultura Ecuatoriana, Núcleo del Guayas, el lunes 2 de septiembre de 1968.[29]
- El Grupo de Teatro Experimental dirigido por Felipe Navarro, participó en el 3er Festival de Teatro, celebrado el 21,22,23 de julio de 1968, organizado por la Sección Teatro del Patronato Municipal de Bellas Artes de Guayaquil-Ecuador. Entre los intérpretes participa Miguel Silva T. en la obra "Ajedrez del Diablo" de Joaquín Calvo Sotelo.[30][31][32][33]

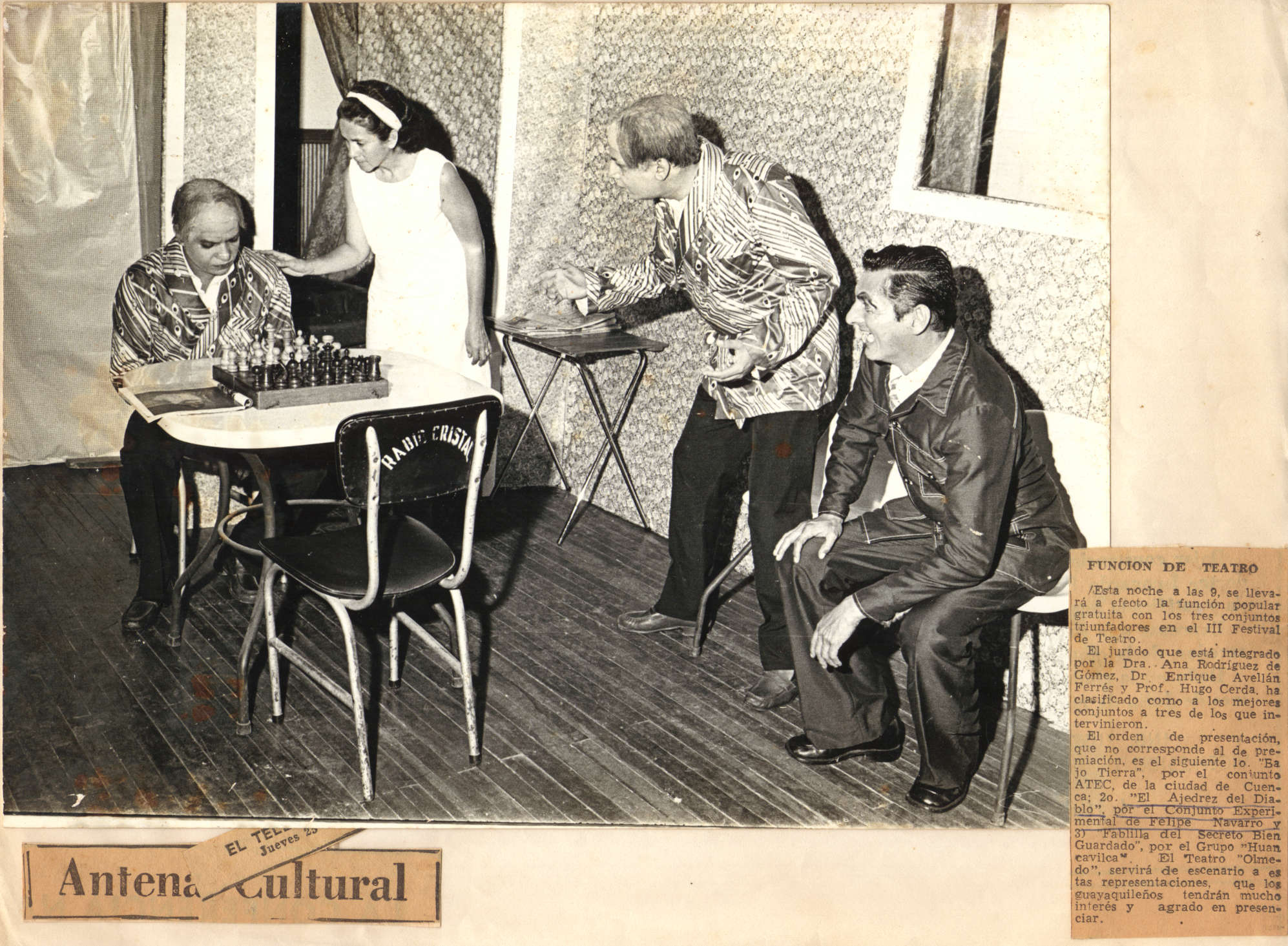
El Ajedrez del Diablo de Joaquín Calvo Sotelo

- El Ajedrez del Diablo de Joaquín Calvo SoteloEn la nota "De teatro universitario se trata hoy en Canal 4.", publicado en el Diario "El Telégrafo" del Viernes 16 de agosto de 1968, se anuncia el programa cultural de la Casa de la Cultura Núcleo del Guayas en el que se discutió sobre interesantes aspectos teatrales con la participación de Ramón Arias, director del teatro Universitario "Agora" y Manuel E. Mejía, crítico de cine y teatro de Diario El Telégrado, a propósito del I Festival Latinoamericano de Teatro Universitario desarrollado en Manizales. Las preguntas estuvieron a cargo del actor y animador de televisión Miguel Silva T.[34]
- En la nota "Hoy concluye Festival Nacional de Teatro en Casa de la Cultura", pucado en el Diario "El Universo" del Jueves 17 de octubre de 1968, Sección Meridiano de la Cultural, se anuncia la clausura del festival realizado por el Grupo Experimental de Teatro "Felipe Navarro", que se realizó en el local del cine de la Casa de la Cultura Ecuatoriana, Núcleo del Guayas, con la escenificación de tres piezas de la dramaturgia ecuatoriana: "Farsa" de Enrique Gil Gilbert con la participación de Francisco Silva, "Negro de M" monólogo de Luis García Jaime, "Luther King" de Saranelly de Lamas con la participación de Miguel Silva T.[35]

### 1970 - 1977
- 1970: Primer Festival Intercolegial de Teatro Nacional, organizado por la Sección Artes de la Representación de la Casa de la Cultura Ecuatoriana, Núcleo del Guayas,[36] auspiciado por el diario el Telégrafo contó con la participación de los colegios, entre otros, 28 de Mayo, San Francisco de Quito, y San José. Miguel Silva T. miembro de la Sección Artes de la Representación de la CCE y organizador del Festival,  entrega los premios "Máscaras" a los representantes de los colegios triundadores.[37]

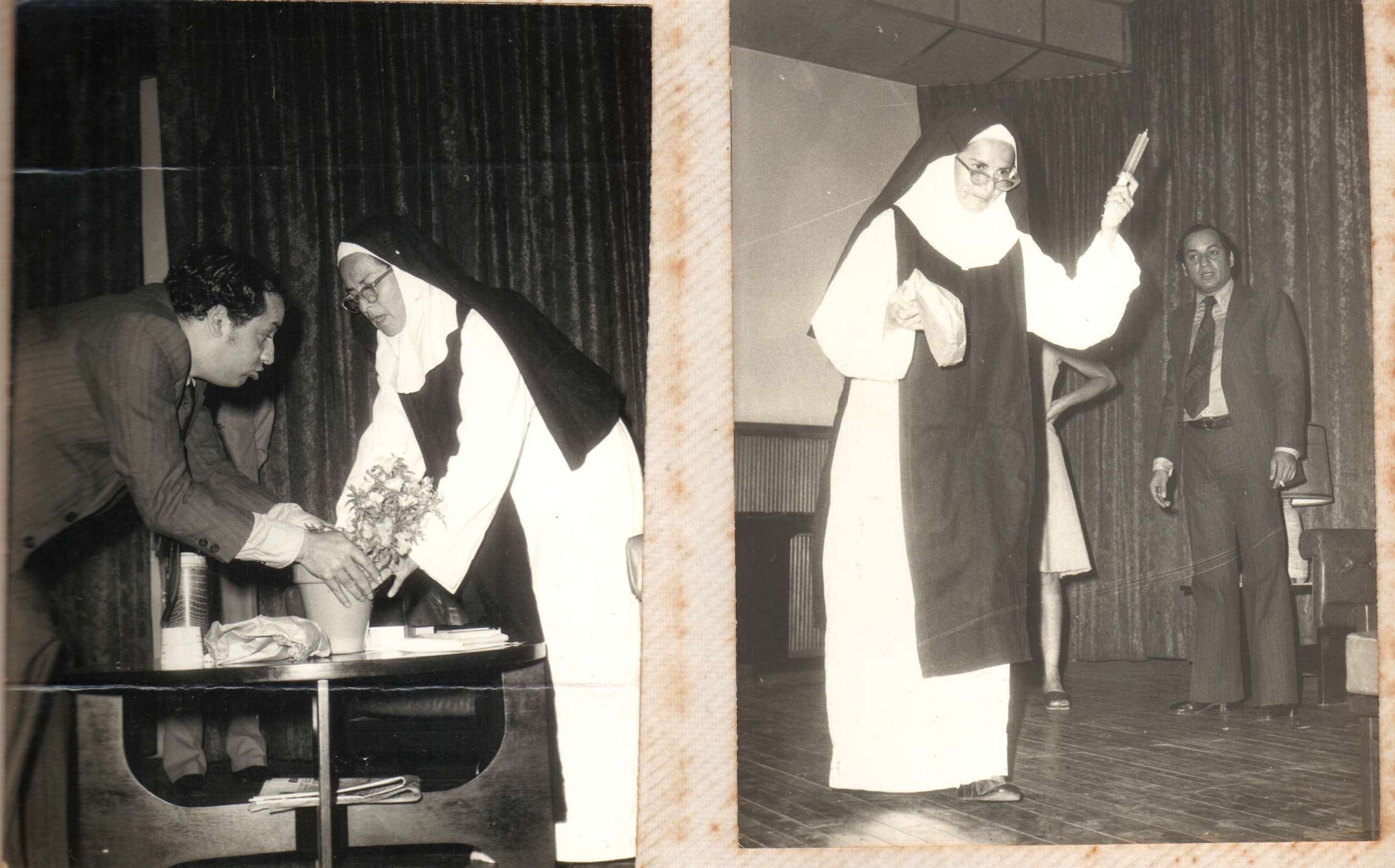
Melocotón en Almíbar (1977)

- Melocotón en Almíbar (1977)1972: El Grupo Experimental de Teatro "Felipe Navarro" escenificó "Aquella Mujer", obra del autor ecuatoriano Luis García Jaime en una función del colegio Cinco de Junio en el teatro de la Casa de la Cultura Ecuatoriana, Núcleo del Guayas, según nota publicada en el diario "La Prensa" del Domingo 4 de junio de 1972[38]

- 1977: El Grupo de Teatro Experimental Felipe Navarro se presentó, el 2 de diciembre de 1977, en el Teatro Estudio "Enrique Ibañez Mora" de Radio Cristal con las obras "Ajederez del Diablo", original de Joaquín Calvo Sotelo, y "Melocotón en Almíbar", original de Miguel Mihura. Con la participación de Leonardo Bermúdez, Miguel Silva, John Blackman, Guillerno Zúñiga, Francisco Silva, Violeta de Navarro, Jenny Zoeller, Enriqueta Navarro, Ada Garcés y Jenny Brito.[39]

### 1992 - 1996
- 1992: Ante la falta de centros de enseñanza que impartan una instrucción académica, en septiembre de 1992, la Casa de la Cultura Ecuatoriana, Núcleo del Guayas, programó cursos de "Cursos de Formación Actoral" para televisión con el objeto de descubrir nuevos talentos. Entre los instructores estuvieron Miguel Silva Tutivén, Sra. Alisva Rodríguez, el Ab. Roberto Garcés, el Ab. Jorge Guevara.[40]

- 1993: A partir de la administración de Fernando Cazón Vera, la Casa de la Cultura Ecuatoriana, Núcleo del Guayas retoma los cursos de actuación, como continuación de la Escuela de Teatro que en los años 1960 la Casa de la Cultura había iniciado. Pero ahora con otro enfoque moderno y con la iniciativa entusiasta del Director Miguel Silva Tutivén.[41]

- 1994: El día miércoles 15 de junio de 1994 en homenaje al escritor ecuatoriano José de la Cuadra, se proyectó en video la obra "Honorarios" una adaptación a video-cine del cuento homónimo del escritor. La obra fue realizada por el productor Miguel Silva Tutivén con estudiantes de los cursos de formación actoral de la Casa de la Cultura. La presentación fue gratuita con un panel foro sobre su obra.[42]

- 1996: El video "Honorarios" participó en el III Festival de Cine y Video organizado por ASOCINE, y obtuvo el primer premio a la mejor realización en la categoría aficionado. Este fue un aporte cultura de la Fundación Silva, contribuyendo con sus ideas y recursos al acceso de toda la sociedad al arte, la cultura, al conocimiento y consecuentemente al bien común.[43]
- 1996: La Asociación de Cineastas del Ecuador (ASOCINE), presentó el 31 de enero de 1996 en la Casa de la Cultura, Núcleo del Guayas, un ciclo de filmes en el que se proyectó los trabajos ganadores del III Festival de cine y video de ficción Demetrio Aguilera Malta, entre ellos "Honorarios" una adaptación a video-cine del cuento de José de la Cuadra que constituye un inapreciable material didáctico para los profesores en el área de literatura.[44][45]
- 1996: Se proyecta producción de VIDEO Cine "Honorarios" en el auditorio Grupo de Guayaquil de la Casa de la Cultura con capacidad de 200 personas.[46]
- 1996: Publicación del Diario "El Universo" del miércoles 10 de abril de 1996. Nota del Día. "Nuestra formación de actores". Con el apoyo de la Casa de la Cultura, núcleo del Guayas, se permite integrar grupos escénicos a base del montaje de páginas de autores ecuatorianos.[47]
- 1996: Publicación del Diario "El Universo" del lunes 22 de abril de 1996. "El Mes del Libro Ecuatoriano" por Ignacio Carvallo Castillo. "En el fomento de la literatura ecuatoriana, el VHS Honorarios del grupo de actores nacionales de la Fundación Silva [...], se pasará en colegios de Catarama y de Guayaquil, en programas que contarán con la lectura y análisis del cuento y apreciación del VHS para una especie de cine-foro y difusión del cuento y la obra de José de la Cuadra para la lectura."[48][49]

### 1997-1999
- 1997: Teatro didáctico en la Casa de la Cultura. "El mosquito denguero es una divertida comedia de corte didáctico que a través de la música y el fino humor va entregando mensajes para la prevención de la terrible enfermedad, el dengue." [50]
- 1998: Participación en Seminario-Taller de Dirección Escénica para Teatro y Televisión por Hector Quintero.[51]
- 1999: "Los alumnos de Miguel Silva debutarán con una comedia de tinte político, escrita y dirigida por él, que se titula 'Golpe de gracia'." [52]

### 2000-2006

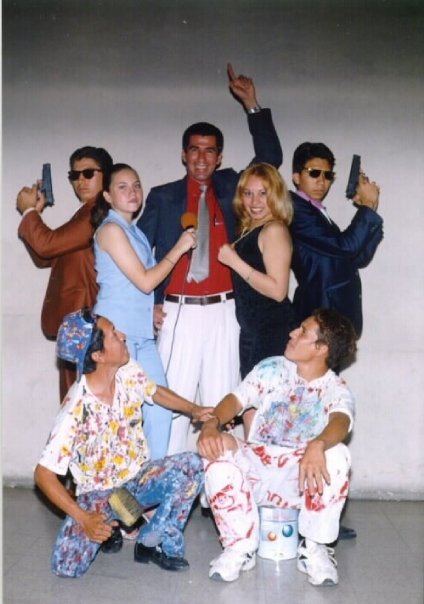
Obra "Golpe de gracia" (2007) de Miguel Silva Tutivén.

- Obra "Golpe de gracia" (2007) de Miguel Silva Tutivén.2000: Se inicia una nueva e interesante temporada teatral con la presentación de un intenso drama, a través de un monólogo, 'Febrero 33', cuyo autor es el escritor y periodista Luis García Jaime,  bajo la dirección de Miguel Silva T.[53]
- 2001: El curso de formación actoral para teatro y televisión de la Casa de la Cultura Núcleo del Guayas, dirigido por el profesor Miguel Silva (el curso) ha presentado en algunas fechas la hilarante comedia, que da título a esta columna, del dramaturgo chileno Enrique Bunster.[54]
- 2001: Artículo de Marco Arteaga C, del Diario "El Telégrafo" del viernes 14 de diciembre de 2001. Sección Opinión - Ideas y Destinos  "Hablemos de Teatro ...[...] Sin embargo, gente como Martínez Queirolo no debe ser olvidada, en su insistir de dejar huellas, en este difícil pero agradable camino. Contexto que sirve, así espero, para resaltar la gestión tenaz, seria y llena de voluntad honesta de Miguel Silva. ¿Cómo no congratularse de su presencia en ese noble objetivo de formar actores, en un ambiente tan incomunicativo para la expresión teatral que, por esencia y definición, es la comunicación por excelencia?" [55]
- 2002: La Casa de la Cultura rehabilita Micro Teatro, el cual "permanece abarrotado de jóvenes y adultos, ávidos por recibir las enseñanzas de Miguel Silva, director, guionista y formador de actores, quien desde hace 10 años ha hecho suyo el lugar, a fin de impulsar, mediante la preparación de nuevos talentos, la actividad teatral."[56]
- 2003: Se presenta en el Microteatro "Demetrio Aguilera Malta" de la Casa de la Cultura, Núcleo del Guayas, el monólogo "El Señor de la Antesala", del escritor ecuatoriano Luis García Jaime.[57]
- 2004: El Grupo de Teatro Arutam, de la sección artes de la representación de la Casa de la Cultura, Núcleo del Guayas, conformado en el 2002 por iniciativa del profesor Miguel Silva T. (director), pone en escena varias obras entre ellas "Juego para cuatro" de Francisco Raynaud.[58]
- 2005: El Grupo de Teatro Arutam, que gusta de trabajar con obras de autor, montó dos nuevas obras: Esperando el lunes, del dramaturgo argentino Carlos María Alsina y el drama Deicidio, cuento de Luis Félix López adaptado por Miguel Silva a guion de teatro.
- 2006: Se presenta en el Centro Cultural Miguel Silva, el monólogo "El Señor de la Antesala", del escritor ecuatoriano Luis García Jaime.[59]

### 2008-2016
- 2008: La Alianza Francesa de Guayaquil y el taller de teatro Matapalo presentan el Festival "Homenaje a José Antonio Campos" [60]
- 2008: Participación en el III Festival ARTEJOVEN organizado por la Fundación Leonidas Ortega Moreira.[61]
- 2008: Teatro costumbrista, La Alianza Francesa de Guayaquil, presenta 3 montajes cortos de José Antonio Campos: Los milagros de San Antonio, La suegra de mamerto, Los enamorados. Dirigidas por Miguel Silva T.[62]
- 2008: La Alianza Francesa y el taller de teatro Matapalo, dirigido por  Miguel Silva Tutivén, realizó durante los primeros meses del año 2008, un festival de las obras del "Abuelo espiritual de la novela vernácula ecautoriana", como denominó Francisco Huerta Rendón a José Antonio Campos.[63]
- 2008: El Centro Cultural Miguel Silva proporcionó la preparación para actuar en televisión y teatro, y en el curso vacacional del 2008 seleccionó a los actores que cubrieron los personajes para concluir el rodaje de la película en formato digital 'El Desquite'.[64]
- 2011: Se publica libro  "Teoría Teatral - Incorporación Psicológica de Personaje - y otros apuntes", escrita por Miguel Silva T.[65]
- 2011: Participación en la IV Fiesta del Teatro cuyo lema fue "Vive el Teatro" con la comedia "Un crimen en mi pueblo" interpretada por el grupo de teatro Matapalo, dirigido por Miguel Silva.[66]
- 2016: Montaje de monólogo "La Esquina" de José Martínez Queirolo, dirigido por Miguel Silva T.[67]

## Reconocimientos
- Miembro de la Sección Teatro del Patronato Municipal de Bellas Artes (1968).[68]
- Miembro de la Casa de la Cultura Ecuatoriana, Sección Artes de la Representación del Núcleo del Guayas. (1969).[1]
- La Casa de la Cultura Ecuatoriana "Bejamín Carrión" Núcleo del Guayas confiere Diploma al Señor Profesor Miguel Armando Silva Tutivén, que lo acredita como MIEMBRO en la Sección "Artes de la Representación" por resolución del Consejo Ejecutivo de la Institución Nacional, en su sesión del 14 de febrero de 1991.[69]
- Nombramiento como Director de la Sección Artes de la Representación, de la Casa de la Cultura Núcleo del Guayas (1992).[70][71]
- Diploma al Profesor Miguel Silva Tutivén, como justo homenaje por su fructífera labor dentro de las Artes y las Ciencias como miembro  de la Sección "Artes de la Representación" del Núcleo del Guayas (1994).[72]
- La Dirección Provincial de Cultura del Guayas, felicita y agradece la gestión realizada por la "Fundación Silva" en beneficio del Desarrollo Cultura. (1996)[73]
- Acuerdo de Reconocimiento al Mérito Cultural, por su valioso aporte a la Cultura de la Patria. Reconocimiento por la Gobernación de la Provincia del Guayas (2004)[2]
- Acuerdo de homenaje por su reconocida labor artística. Reconocimiento por la Comisión Especializada Permanente de Educación Cultura y Deportes (2004).[2]
- Condecoración "Al Mérito Cultural de Primera Clase" en reconocimiento por su proficua labor al servicio del arte de representación. Reconocimiento por Ministerio de Educación y Cultura (2004).[2]
- Reconocimiento de la Fundación Leonidas Ortega Moreira por participación en III Festival ARTEJOVEN, desarrollado entre el 13 y 17 de octubre de 2008.[61]
- Certificado otorgado por el Ministerio de Cultura de la República del Ecuador, por participar en V "Encuentro internacional sobre Experiencias de Legislación Cultural en Latinoamérica" realizado los días 16 y 17 de abril del 2009.[74]